# Classe Allen M. Sumner
Classe Allen M. Sumner foi uma classe de contratorpedeiros que serviu a Marinha dos Estados Unidos na Segunda Guerra Mundial.
Foram construídos 58 navios desta classe. Todos entraram em operação entre 1943 e 1945, quatro foram perdidos na guerra e um foi muito danificado e vendido como sucata. Os barcos estiveram ativos até à década de 1970, quando foram dispensados da frota da Marinha os Estados Unidos.
Dos 58 navios construídos, 29 embarcações foram vendidas a outras Marinhas, onde continuaram ativas por muito mais anos. Dois navios-museus ainda existem, um na Carolina do Sul e outro em Taiwan.

## Países que utilizaram navios daClasse Allen M. Summer
Marinha dos Estados Unidos 
  Taiwan
  Argentina 
  Brasil 
  Chile 
 Colômbia 
  Grécia 
  Coreia do Sul
  Turquia 
  Irã 
  Venezuela

## Navios da Classe
| Navios na classe     | Navios na classe | Navios na classe                                  | Navios na classe      | Navios na classe                                                                        | Navios na classe |
| Nome                 | No.              | Estaleiro                                         | Comissão– Descomissão | Situação                                                                                |                  |
| -------------------- | ---------------- | ------------------------------------------------- | --------------------- | --------------------------------------------------------------------------------------- | ---------------- |
| Allen M. Sumner      | DD-692           | Federal Shipbuilding and Drydock Company          | 1944–1973             | desmontado                                                                              |                  |
| Moale                | DD-693           | Federal Shipbuilding and Drydock Company          | 1944–1973             | desmontado                                                                              |                  |
| Ingraham             | DD-694           | Federal Shipbuilding and Drydock Company          | 1944–1971             | vendido para Grécia 16 de julho de 1971 novo nome Miaoulis                              |                  |
| Cooper               | DD-695           | Federal Shipbuilding and Drydock Company          | 1944                  | afundado por contratorpedeiro japonês em 3 de dezembro de 1944                          |                  |
| English              | DD-696           | Federal Shipbuilding and Drydock Company          | 1944–1970             | vendido para República da China 11 de agosto de 1970 novo nome Huei Yang                |                  |
| Charles S. Sperry    | DD-697           | Federal Shipbuilding and Drydock Company          | 1944–1973             | vendido para o Chile 8 de janeiro de 1974 novo nome Ministro Zenteno                    |                  |
| Ault                 | DD-698           | Federal Shipbuilding and Drydock Company          | 1944–1970             | desmontado                                                                              |                  |
| Waldron              | DD-699           | Federal Shipbuilding and Drydock Company          | 1944–1973             | vendido para Colombia em 30 de outubro de 1973 novo nome Santander (DD-03)              |                  |
| Haynsworth           | DD-700           | Federal Shipbuilding and Drydock Company          | 1944-c.1970           | vendido para República da China 12 de maio de 1970 novo nome Yuen Yang                  |                  |
| John W. Weeks        | DD-701           | Federal Shipbuilding and Drydock Company          | 1944–1970             | alvo                                                                                    |                  |
| Hank                 | DD-702           | Federal Shipbuilding and Drydock Company          | 1944–1972             | vendido para Argentina 1 de julho de 1972 novo nome Segui                               |                  |
| Wallace L. Lind      | DD-703           | Federal Shipbuilding and Drydock Company          | 1944–1973             | vendido para República da Coreia 4 de dezembro de 1973 novo nome Dae Gu                 |                  |
| Borie                | DD-704           | Federal Shipbuilding and Drydock Company          | 1944–1972             | vendido para argentina em 1 de julho de 1972 novo nome ARA Hipólito Bouchard (D-26)     |                  |
| Compton              | DD-705           | Federal Shipbuilding and Drydock Company          | 1944–1972             | vendido para o Brasil em 27 de setembro de 1972 novo nome CT Mato Grosso (D-34)         |                  |
| Gainard              | DD-706           | Federal Shipbuilding and Drydock Company          | 1944–1971             | desmontado                                                                              |                  |
| Soley                | DD-707           | Federal Shipbuilding and Drydock Company          | 1944–1970             | alvo                                                                                    |                  |
| Harlan R. Dickson    | DD-708           | Federal Shipbuilding and Drydock Company          | 1944-c.1972           | desmontado                                                                              |                  |
| Hugh Purvis          | DD-709           | Federal Shipbuilding and Drydock Company          | 1945–1972             | vendido para Turquia em 1 de julho de 1972 novo nome Zafer (F-253)                      |                  |
| Barton               | DD-722           | Bath Iron Works                                   | 1943–1968             | alvo                                                                                    |                  |
| Walke                | DD-723           | Bath Iron Works                                   | 1944–1970             | desmontado                                                                              |                  |
| Laffey               | DD-724           | Bath Iron Works                                   | 1944–1975             | preservado como navio-museu em Patriot's Point, Charleston, South Carolina              |                  |
| O'Brien              | DD-725           | Bath Iron Works                                   | 1944–1972             | alvo                                                                                    |                  |
| Meredith             | DD-726           | Bath Iron Works                                   | 1944                  | afundado em 9 de junho de 1944, casco vendido como sucata em agosto de 1960             |                  |
| De Haven             | DD-727           | Bath Iron Works                                   | 1944–1973             | vendido para República da Coreia em 5 de dezembro de 1973 novo nome Incheon             |                  |
| Mansfield            | DD-728           | Bath Iron Works                                   | 1944–1973             | vendido para Argentina em 4 de junho de 1974 para reposição de peças.                   |                  |
| Lyman K. Swenson     | DD-729           | Bath Iron Works                                   | 1944–1971             | vendido para a República da China em 6 de maio de 1974 para reposição de peças.         |                  |
| Collett              | DD-730           | Bath Iron Works                                   | 1944–1970             | vendido para Argentina em 1974 novo nomes ARA Piedra Buena (D-29)                       |                  |
| Maddox               | DD-731           | Bath Iron Works                                   | 1944–1969             | vendido para República da China novo nome Po Yang                                       |                  |
| Hyman                | DD-732           | Bath Iron Works                                   | 1944-c.1969           | desmontado                                                                              |                  |
| Mannert L. Abele     | DD-733           | Bath Iron Works                                   | 1944–1945             | afundado por bombas em Ohka durante a Batalha de Okinawa 12 de abril de 1945            |                  |
| Purdy                | DD-734           | Bath Iron Works                                   | 1944-c.1973           | desmontado                                                                              |                  |
| Drexler              | DD-741           | Bath Iron Works                                   | 1944–1945             | afundado por aviões kamikaze em 28 de maio de 1945                                      |                  |
| Blue                 | DD-744           | Bethlehem Shipbuilding Corporation, Staten Island | 1944–1971             | alvo                                                                                    |                  |
| Brush                | DD-745           | Bethlehem Shipbuilding Corporation, Staten Island | 1944–1969             | vendido para República da China 9 de dezembro de 1969 novo nome Hsiang Yang             |                  |
| Taussig              | DD-746           | Bethlehem Shipbuilding Corporation, Staten Island | 1944–1970             | vendido para República da China novo nome Lo Yang (DD-14). navio-museu em Taiwan.       |                  |
| Samuel N. Moore      | DD-747           | Bethlehem Shipbuilding Corporation, Staten Island | 1944–1969             | vendido para República da China 10 de dezembro de 1969 novo nome Heng Yang (DD-2)       |                  |
| Harry E. Hubbard     | DD-748           | Bethlehem Shipbuilding Corporation, Staten Island | 1944–1969             | desmontado                                                                              |                  |
| Alfred A. Cunningham | DD-752           | Bethlehem Shipbuilding Corporation, Staten Island | 1944–1971             | alvo 10 de janeiro de 1979                                                              |                  |
| John R. Pierce       | DD-753           | Bethlehem Shipbuilding Corporation, Staten Island | 1944–1971             | desmontado                                                                              |                  |
| Frank E. Evans       | DD-754           | Bethlehem Shipbuilding Corporation, Staten Island | 1945–1969             | alvo 10 de outubro de 1969                                                              |                  |
| John A. Bole         | DD-755           | Bethlehem Shipbuilding Corporation, Staten Island | 1945–1970             | vendido para República da China para reposição de peças.                                |                  |
| Beatty               | DD-756           | Bethlehem Shipbuilding Corporation, Staten Island | 1945–1972             | vendido para Venezuela em 14 de julho de 1972 novo nome Carabobo                        |                  |
| Putnam               | DD-757           | Bethlehem Shipbuilding Corporation, San Francisco | 1944–1973             | desmontado                                                                              |                  |
| Strong               | DD-758           | Bethlehem Shipbuilding Corporation, San Francisco | 1944–1973             | vendido para o Brasil em 31 de outubro de 1973, novo nome CT Rio Grande do Norte (D-37) |                  |
| Lofberg              | DD-759           | Bethlehem Shipbuilding Corporation, San Francisco | 1945–1971             | vendido para República da China em 6 de maio de 1974, reposição de peças.               |                  |
| John W. Thomason     | DD-760           | Bethlehem Shipbuilding Corporation, San Francisco | 1945–1970             | vendido para República da China em 6 de maio de 1974, novo nome Nan Yang                |                  |
| Buck                 | DD-761           | Bethlehem Shipbuilding Corporation, San Francisco | 1945–1973             | vendido para o Brasil em 16 de julho de 1973, novo nome CT Alagoas (D-36)               |                  |
| Henley               | DD-762           | Bethlehem Shipbuilding Corporation, San Francisco | 1945-c.1973           | desmontado                                                                              |                  |
| Lowry                | DD-770           | Bethlehem Shipbuilding Corporation, San Pedro     | 1944-c.1973           | vendido para o Brasil em 31 de outubro de 1973, novo nome CT Espirito Santo (D-38)      |                  |
| Hugh W. Hadley       | DD-774           | Bethlehem Shipbuilding Corporation, San Pedro     | 1944–1945             | vendido em setembro de 1947 para ser transformado em sucata                             |                  |
| Willard Keith        | DD-775           | Bethlehem Shipbuilding Corporation, San Pedro     | 1944–1972             | vendido para Colombia novo nome Caldas (DD-02)                                          |                  |
| James C. Owens       | DD-776           | Bethlehem Shipbuilding Corporation, San Pedro     | 1945–1973             | vendido para o Brasil em 15 de julho de 1973, novo nome CT Sergipe (D-35)               |                  |
| Zellars              | DD-777           | Todd Pacific Shipyards, Seattle                   | 1944–1971             | vendido para o Irã em 12 de outubro de 1973 novo nome Babr                              |                  |
| Massey               | DD-778           | Todd Pacific Shipyards, Seattle                   | 1944-c.1969           | desmontado                                                                              |                  |
| Douglas H. Fox       | DD-779           | Todd Pacific Shipyards, Seattle                   | 1944–1973             | vendido para o Chile 8 de janeiro de 1974 novo nome Ministro Portales (DD-17)           |                  |
| Stormes              | DD-780           | Todd Pacific Shipyards, Seattle                   | 1945–1970             | vendido para o Irãem 16 de fevereiro de 1972 novo nome Palang (DDG-9)                   |                  |
| Robert K. Huntington | DD-781           | Todd Pacific Shipyards, Seattle                   | 1945–1970             | vendido para a Venezuela novo nome Falcon                                               |                  |
| Bristol              | DD-857           | Bethlehem Shipbuilding Corporation, San Pedro     | 1945–1969             | vendido para a República da China em 9 de dezembro de 1969, novo nomeHua Yang           |                  |